# Wolfsburg
Wolfsburg je město na východě spolkové země Dolní Sasko v Německu, které leží na řece Aller severovýchodně od Braunschweigu. Bylo založeno 26. května 1938 nedaleko zámku Wolfsburgu jako sídlo automobilky Volkswagen. Do roku 1945 neslo název Stadt des KdF-Wagens bei Fallersleben (Město vozů KdF u Fallerslebenu). V roce 1972 překonal Wolfsburg hranici 100 000 obyvatel a v současnosti se jedná o 61. největší město Německa a 5. největší město Dolního Saska. Žije zde přibližně 127 tisíc obyvatel.
V roce 2013 byl Wolfsburg označen jako nejbohatší město Německa dle příjmů jeho obyvatel. Je to hlavně díky prosperujícímu automobilovému průmyslu. Ve městě také hraje bundesligový tým VfL Wolfsburg.

## Historie

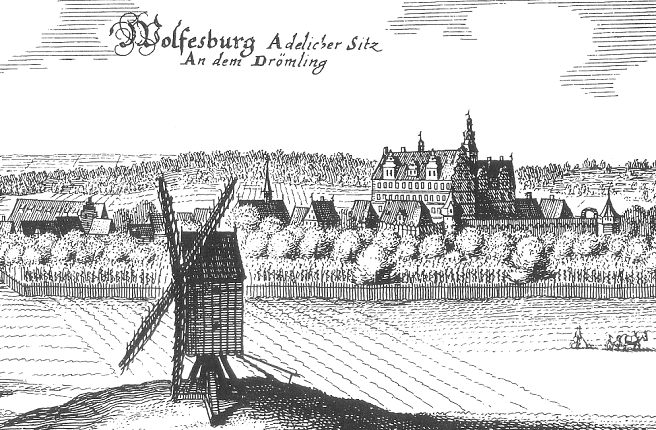
Wolfsburg v roce 1864

„Wolfsburg“ byl poprvé zmíněn v roce 1302 jako bydliště členů rodu Bartensleben. Původně se ale jednalo jen o tvrz vedle řeky Aller, později chráněnou příkopem. Po zániku linie Bartensleben, v roce 1742, se Wolfsburg stal majetkem hrabat z města Schulenburg.
Některé z dnešních městských částí, včetně části Heßlingen, patřily během 18. století vévodovi z Magdeburgu. V roce 1932 se tyto okresy byly odděleny od pruské provincie Saska a nadále spadaly pod správu okresu Lüneburg patřící k Hannoveru.
Oficiálně bylo město Wolfsburg založeno 1. července 1938 jako Stadt des KdF-Wagens bei Fallersleben. Založeno bylo hlavně pro pracovníky automobilky Volkswagen. Během druhé světové války sem byli přiváženi váleční zajatci i obyčejní lidé, aby zde z donucení pracovali právě v této automobilce. V roce 1942 zde dokonce byl koncentrační tábor založený nacisty.
Dne 25. května 1945 bylo město oficiálně přejmenováno na současný název, tedy Wolfsburg. Tento název pramení z názvu blízkého hradu. Ironií je, že „Wolf“ neboli „Vlk“ byla přezdívka Adolfa Hitlera. V roce 1951 byl Wolfsburg oddělen od okresu Gifhorn, a stal se samostatným městským okresem.
Okolo roku 1955 probíhal velký příliv přistěhovalců. Jednalo se o přistěhovalce z Itálie. O tři roky později, tedy v roce 1958, byla slavnostně otevřena radnice.
V roce 1973 město dosáhlo nejvyšší populace, což čítalo 135 000 obyvatel.

## Geografie a počasí
Wolfsburg se nachází na jižním okraji údolí řeky Aller na Středoněmeckém průplavu. Je ohraničeno okresy Gifhorn a Helmstedt.
Celkově zde za rok spadne asi 532 mm srážek. Nejsušším měsícem je říjen, nejvíce naprší v červnu, kdy srážek napadne téměř dvakrát více než v říjnu.

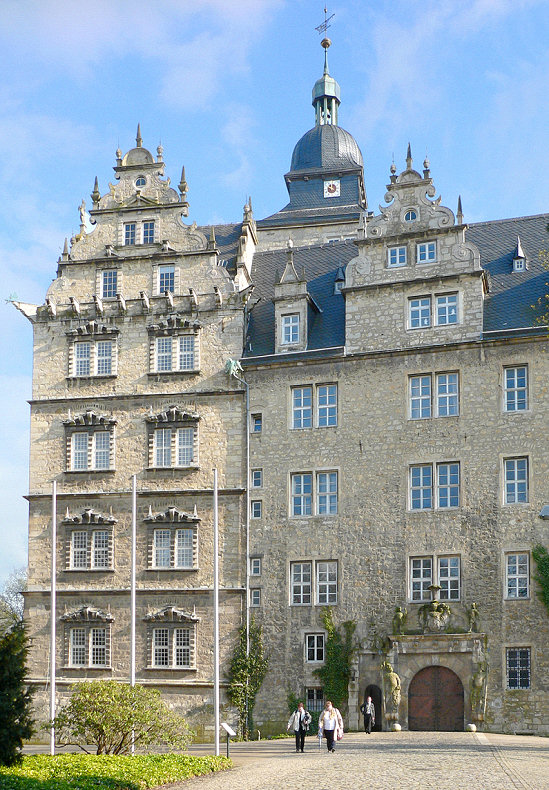
Zámek Wolfsburg

## Kultura
- Zámek Wolfsburg: je dominantou města. Jde o renesanční zámek se zahradami a parkem. Nachází se zde i muzeum, popisující historii hradu, města i celého regionu.
- Autostadt: zábavní park věnovaný automobilům společnosti Volkswagen. V několika pavilonech jsou návštěvníkovi představeny značky jako je Seat, Škoda Auto, Lamborghini nebo Bentley. Jde o druhý nejnavštěvovanější zábavní park v Evropě.
- Alt Wolfsburg: („Starý Wolfsburg“) je atrakce ukazující některé venkovské usedlosti v tradičním stylu.
- Wolfsburská vodní show: největší vodní show na světě. Celkově je to „hra“ s vodou, lasery, velkou fontánou a 70 m vysokými proudy vody.
- Přírodní rezervace: v celém katastrálním území náležícím Wolfsburgu je celkem šest přírodních rezervací. Pět z nich se nachází v údolí řeky Aller.
- Zámek Fallersleben: Zámek postavený v roce 1551. V současnosti v něm sídlí muzeum nazvané Hoffmann-von-Fallersleben-Museum.
- Kunstmuseum Wolfsburg: muzeum umění.
- Städtische Galerie: městská galerie, muzeum umění, převážně moderního.
- Phaeno: přírodovědecké a technologické interaktivní centrum od britsko-irácké architektky Zahy Hadid

## Sport
Ve městě sídlí fotbalový klub VfL Wolfsburg a hokejový klub Grizzlys Wolfsburg. V létě roku 2009 fotbalový tým VfL Wolfsburg vyhrál německou fotbalovou ligu. Hokejový klub Grizzlys Wolfsburg je pravidelným účastníkem nejvyšší německé soutěže, pod vedením českého trenéra Pavla Grosse se stal třikrát vicemistrem (2011, 2016, 2017), finále si pak zahrál i v roce 2021.

## Partnerská města
- Luton, Spojené království, 1950
- Marignane, Francie, 1963
- Provincie Pesaro e Urbino, Itálie, 1975
- Halberstadt, Německo, 1989
- Togliatti, Rusko, 1991
- Bielsko-Biała, Polsko, 1998
- Sarajevo, Bosna a Hercegovina, 1985
- Tojohaši, Japonsko, 2002
- Čchang-čchun, Čína, 2006
- Šanghaj, Čína, 2007
- Puebla, Mexiko